# 漆谷雲岩站
漆谷雲岩站（：／ Chilgok-unam yeok */?）是大邱地鐵3號線沿線的一座高架車站，位於韓國大邱廣域市北區鳩岩洞。

## 車站結構
站體為2面2線側式月台的高架車站，候車月台設有半高式月台門，僅有1處出口。

### 月台配置
| 東川 ↑ |
| \| 上  |
| ↓ 鳩岩 |

| 月台 | 路線               | 目的地                       |
| ---- | ------------------ | ---------------------------- |
| 上行 | ●大邱都市鐵道3號線 | 東川、八莒、漆谷慶大醫院方向 |
| 下行 | ●大邱都市鐵道3號線 | 鳩岩、西門市場、龍池方向     |

## 歷史
- 2015年4月23日：開通啟用。

## 車站周邊
- 大邱邑內洞郵局
- 大邱東川洞郵局
- 韓國農漁村公社慶尚北道本部
- 東川119消防安全中心
- 大邱北部警察署東川地區分隊
- 韓國通訊太田大廈
- 觀川中學
- 雲巖中學
- 雲巖池水邊公園
- 鳩岩公園
- 東川近鄰公園
- 東川橋
- 韓國國土情報公社（朝鲜语：한국국토정보공사）西部支社
- 東亞OUTLET江北店

## 圖片

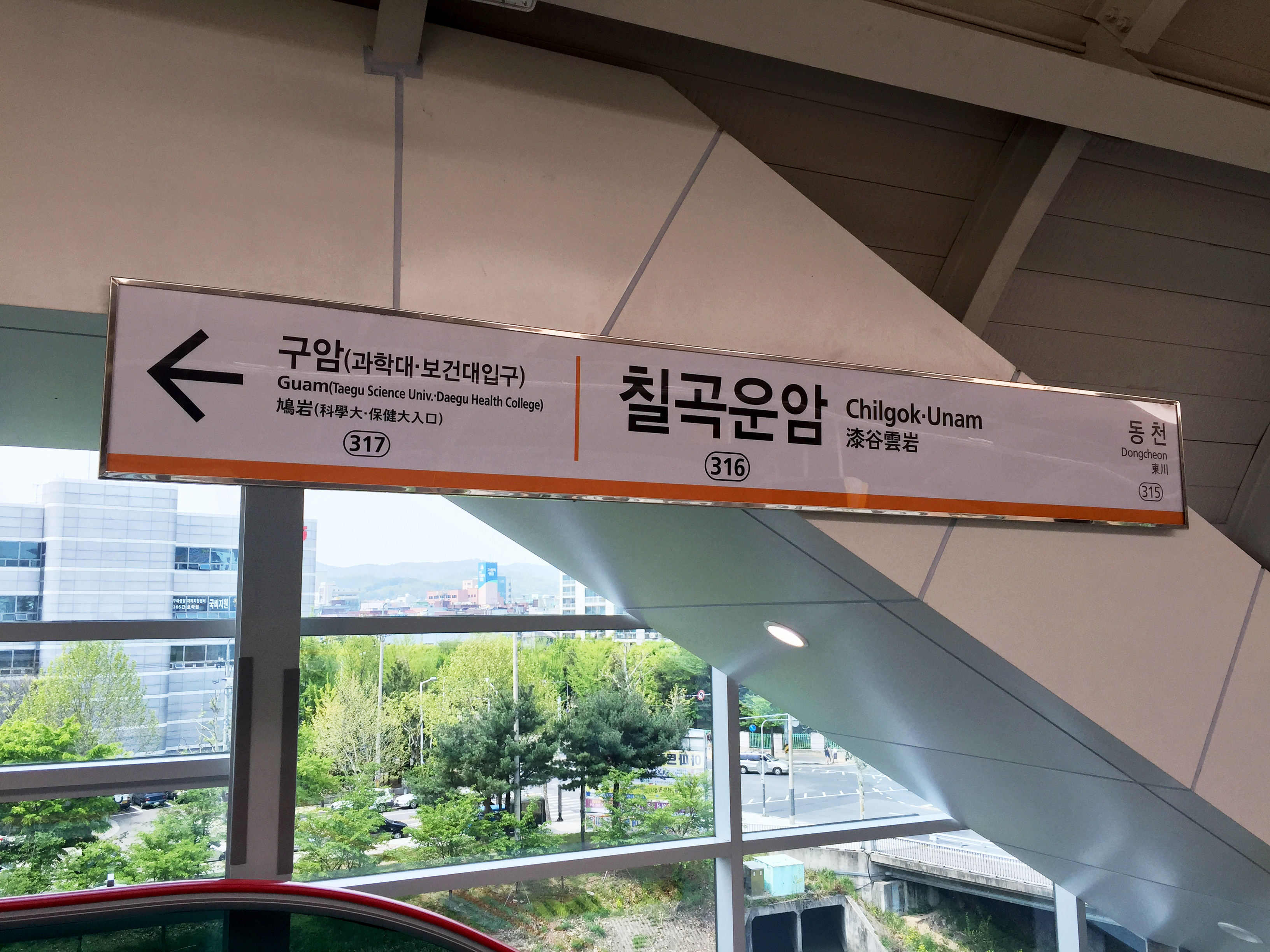
站名牌
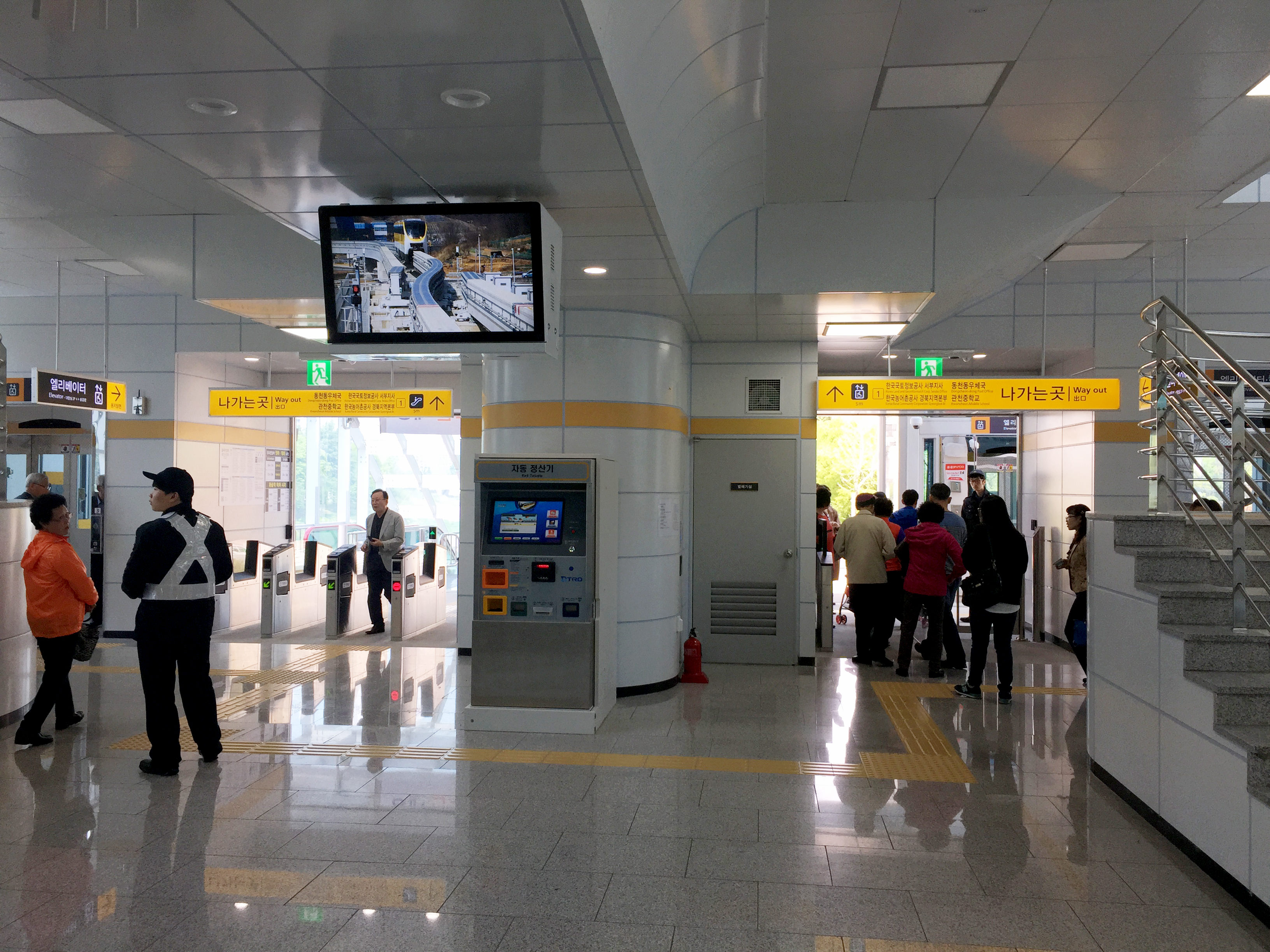
剪票閘口
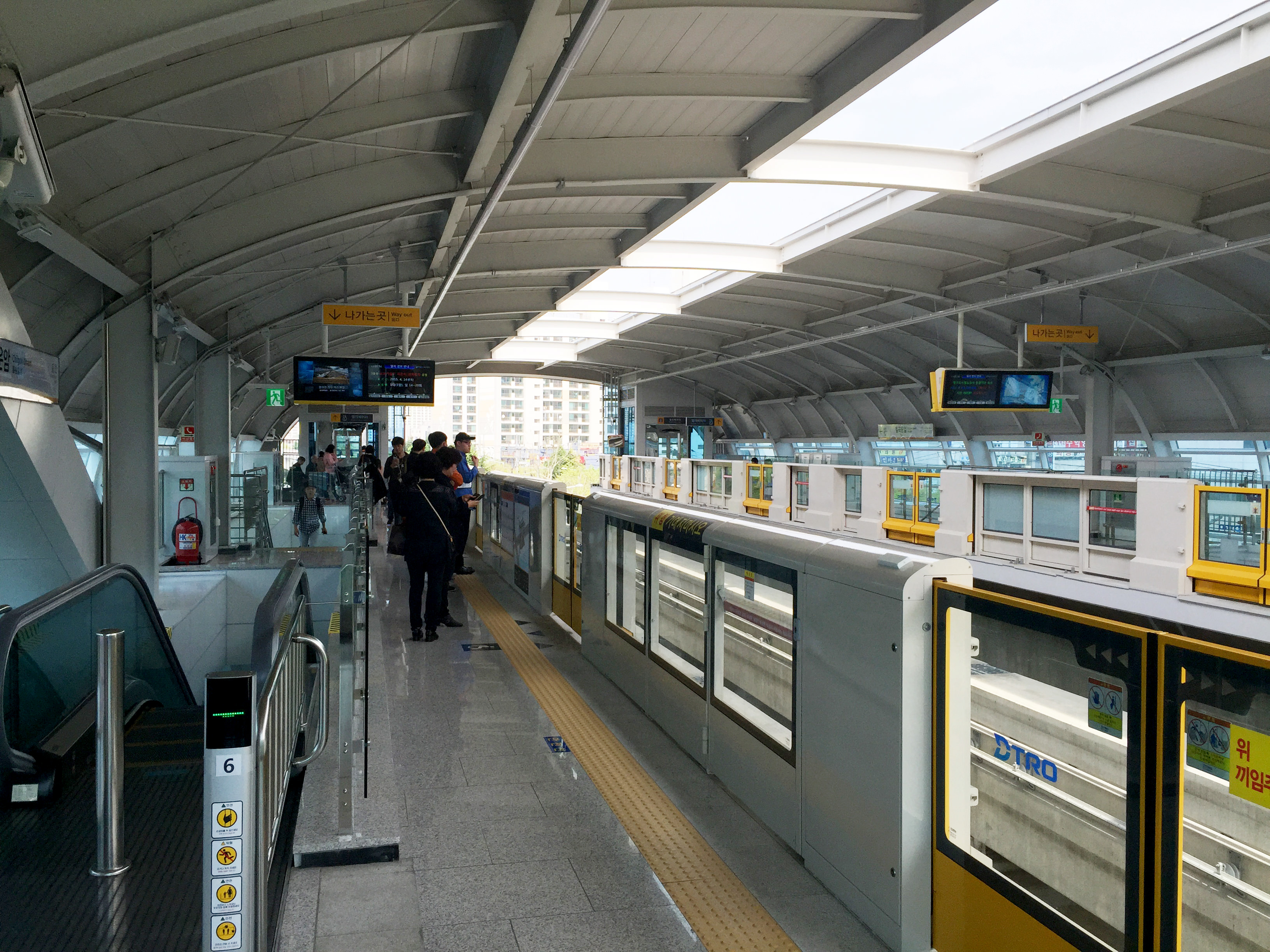
候車月台
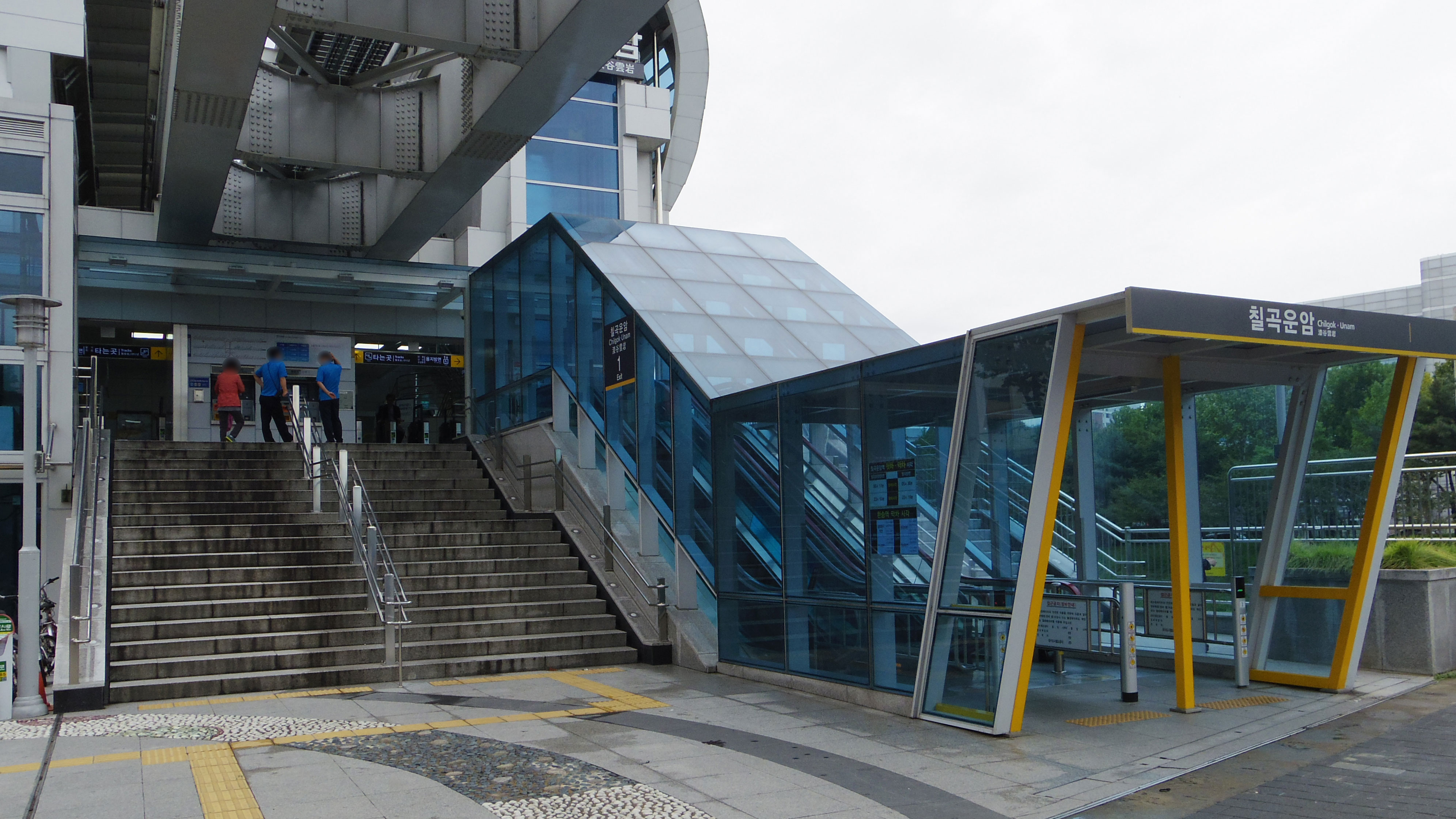
1號出口

## 相鄰車站
大邱都市鐵道公社
●大邱都市鐵道3號線
東川（315）－漆谷雲岩（316）－鳩岩（317）